# HMS Sovereign of the Seas
«Sovereign of the Seas» — британский парусный линейный корабль, построенный в 1637 году кораблестроителями Финеасом и Питером Петтами для короля Карла I Стюарта, и послуживший образцом для крупнейших боевых кораблей XVII века.

## История строительства
Решение о строительстве корабля было принято в августе 1634 года по инициативе короля Карла I. Решение вызвало серьёзные возражения со стороны братства Тринити-хауз, которое указывало, что во всём королевстве не найдётся такого порта, который сможет предоставить укрытие такому крупному кораблю. Тем не менее с помощью Джона Пеннингтона король сумел преодолеть возражения, и с мая 1635 года на верфи в Вулвиче началось строительство корабля, которое велось королевским корабельным мастером Питером Петтом под руководством его отца Финеаса Петта. Корабль был спущен со стапеля 13 октября 1637 года. Он стал наиболее экстравагантно украшенным военным кораблём в Королевском флоте, с позолоченной резьбой на чёрном фоне, выполненной Джоном и Матиасом Кристмасами.
Строительство Sovereign of the Seas обошлось казне в 65 586 фунтов стерлингов или в сумму, равноценную 300 000 имперских талеров. Расходы на строительство корабля усугубили финансовый кризис английского королевства. Корабль строился на экстраординарные средства, собранные с английского населения (так называемые «корабельные деньги»). Одна только позолота стоила 6691 фунтов стерлингов, то есть столько же, сколько и средний военный корабль того времени, способный нести до 40 пушек.

## Конструкция
Sovereign of the Seas нёс 102 бронзовых орудия и был наиболее мощным вооружённым кораблем своего времени. Орудия для корабля были изготовлены пушечным мастером Джоном Брауном. C 1637 по 1655 год Sovereign of the Seas был также самым большим по водоизмещению английским кораблём.
По обыкновению тех времён, корабль был перегружен пушками, в том числе на надстройках. Это сказывалось на остойчивости, а высокая корма создавала сильный дрейф. Пришлось снять верхнее вооружение и понизить борт. Контр-адмирал сэр Уильям Симондс отмечал, что после спуска на воду вооружение корабля (число пушек) было уменьшено со 102 до 90, что сделало его более безопасным и быстрым.
Вооружение корабля постоянно менялось, так число 42-фунтовых пушек изменялось от 13 (в 1666 году) до 26 (в 1685 году), число 32-фунтовых пушек — от 8 (в 1637 году) и 13 (в 1666 году) до 0 (в 1685 году), число 18-фунтовых кулеврин колебалось от 32 (в 1637 году) до 36 (в 1666 году), число 9-фунтовых пушек в 1637 году равнялось 44, в 1666 году − 18, в 1685 году они были сняты, и тогда же на корабль вместо 18-фунтовых кулеврин было установлено 26 24-фунтовых полупушек.

## Служба
Во время Протектората Кромвеля многие корабли бывшего Английского Королевского флота были переименованы; сначала было решено переименовать корабль в «Содружество» (англ. Commonwealth), но в 1650 году корабль Sovereign of the Seas стал именоваться просто HMS Sovereign.
В 1651 году корабль был снова сделан более манёвренным, с уменьшенным числом орудий и служил в войнах Содружества, являясь флагманским кораблем Роберта Блэйка.
После Реставрации корабль был перестроен в Чатеме в 1660 году как 100-пушечный линейный корабль 1 ранга с более плоским гондеком и переименован в HMS Royal Sovereign. Корабль находился на регулярной службе в течение трёх англо-голландских войн. Вторично перестраивался на верфи в Чатеме в 1685 году.
Sovereign состарился и обветшал, и в течение правления Вильгельма III не использовался в активной службе и стоял в резерве в Чатеме. Карьера корабля закончилась 27 января 1696 года в результате случайно возникшего на борту пожара.
В честь корабля Royal Sovereign было названо несколько других, более поздних линейных кораблей.
Участвовал в сражениях при Кентиш-Нок, Бичи-Хед, Барфлер и Ла-Хог.
- Модель Sovereign of the Seas в Музее подводной археологии в Бодрум (Турция)
- Кормовые украшения Sovereign of the Seas
- Украшения бикгед-переборки: вид с левой скулы